# زهور تأكلها النار
زهور تأكلها النار رواية للروائي السوداني أمير تاج السر. صدرت الرواية لأوّل مرة عام 2016 عن دار الساقي في لندن. ودخلت في القائمة الطويلة للجائزة العالمية للرواية العربية لعام 2018، المعروفة باسم «جائزة بوكر العربية».

## حول الرواية
يروي الكاتب السوداني «أمير تاج السر» في هذه الرواية حكاية «خميلة»، الفتاة الجميلة التي ورثت الحسن من والدتها الإيطالية، والثراء من والدها. الفتاة العشرينية التي ما إن عادت من مصر، إلى السودان، وتحديدًا إلى مدينتها «السور» ذات المجتمع المتنوع، حتى ظهرت «جماعة الذكرى والتاريخ» التي أعلنت الثورة على الكفار مستبيحة المدينة قتلا وذبحا وسبيا، فاقتيدت النساء إلى مصير مظلم، أدوات متعة لأمراء الثورة الدينية، «زهورا ملونة تأكلها النيران». لتصبح «خميلة» الجميلة، «نعناعة»، بعد أن تغيّر اسمها، تنتظر أن تزفّ إلى أمير من أمراء الثورة.